# Гордовенко, Михаил Васильевич
Михаил Васильевич Гордовенко (3 января 1940 — 16 октября 2021) — бригадир шахтёров очистного забоя шахты «Краснолиманская», Донецкая область. Герой Украины (1999).

## Биография
Родился 3 января 1940 года в г. Сквира, Белоцерковского района Киевской области.
Окончил Родинское горное ПТУ (1974), специальность комбайнер-машинист.
Учился в ПТУ г. Донецка, работал на шахте «6-я капитальная».
С 1965 года — ученик крепильщика по ремонту, с 1966 — крепильшик по ремонту горных выработок, с 1975 — горняк очистного забоя, бригадир горняков, шахта «Краснолиманская».
В 1999 году 1 млн тонн угля за 11 месяцев было добыто коллективом участка № 6 (начальник участка — В. М. Стебляков, бригадир — М. В. Гордовенко).

## Награды
- Герой Украины (с вручением ордена Державы; 21.08.1999) — за достижение высоких в отрасли показателей добычи угля, многолетний самоотверженный шахтерский труд)[2].
- Знак «Шахтёрская доблесть» III степени.
- Знак «Шахтёрская слава» III, II, I степеней.